# Kim Soo-ro
Kim Sang-joong (hangul: 김상중; nascido em 7 de maio de 1970), mais conhecido por seu nome artístico Kim Su-ro (hangul: 김수로; hanja: 金秀路; rr: Gim Su-ro; MR: Kim Suro) é um ator e apresentador de televisão sul-coreano.

## Carreira
Kim Soo-ro estudou Teatro no Instituto de Artes de Seul e na Universidade Dongguk, depois juntou-se à Companhia de Repertório Mokwha. Em 1993, ele fez sua estreia cinematográfica com um papel menor em Two Cops, e ficou conhecido por ser um ator coadjuvante, especialmente em comédias como The Foul King, Hi! Dharma !, Fun Movie e S Diary. Em 2006 com Vampire Cop Ricky, Kim começou a estrelar papéis principais, e este foi seguido pelos filmes A Bold Family, Our School's E.T., Death Bell 2: Bloody Camp, The Quiz Show Scandal, Romantic Heaven e Ghost Sweepers. Ele também apareceu nas séries de televisão Master of Study e A Gentleman's Dignity.
Em 2009, foi The Lower Depths, uma peça de teatro de Maxim Gorky, considerada uma das mais importantes obras do realismo socialista russo, que atraiu Kim de volta ao teatro. Mais tarde, ele fez sua primeira incursão na produção de peças com Lee Gi-dong Gymnasium em 2010 (que também estrelou), e seu sucesso comercial o levou a estabelecer o Kim Su-ro Project em 2011, que visa produzir obras originais de dramaturgos locais. Sua primeira produção, Audacious Romance, estrelada por Lee Hyun-jin, foi um sucesso e lançou as bases para sucessivas produções como Love Generation e os musicais Coffee Prince, Black Mary Poppins e Agatha. Kim estrelou ainda outra reencenação de The Lower Depths em 2014, que tornou-se a nona produção de sua empresa.

## Filmografia

### Filmes
| Ano  | Título                                | Papel                               | Notas                |
| ---- | ------------------------------------- | ----------------------------------- | -------------------- |
| 1993 | Two Cops                              | Cadete Young                        |                      |
| 1998 | Two Cops 3                            |                                     |                      |
| 1999 | Shiri                                 | Ahn Hyeon-cheol                     |                      |
| 1999 | Attack the Gas Station                | Homem de Entrega de Comida          |                      |
| 2000 | The Foul King                         | Yoo Bi-ho                           |                      |
| 2000 | Why Do I Want to Be a Boxing Referee? |                                     | curta metragem       |
| 2000 | Bichunmoo                             | Ashin                               |                      |
| 2000 | Libera Me                             |                                     |                      |
| 2001 | Last Present                          | Yoo-sik                             | participação         |
| 2001 | Kick the Moon                         |                                     | participação         |
| 2001 | Hi! Dharma!                           | Wang Ku-ra                          |                      |
| 2001 | The Last Witness                      |                                     |                      |
| 2001 | Volcano High                          | Jang Ryang                          |                      |
| 2002 | Fun Movie                             |                                     |                      |
| 2003 | Madeleine                             | Mah-ho                              |                      |
| 2004 | Taegukgi                              | Membro da Federação Anti-Communista | participação         |
| 2004 | Dance with the Wind                   | Man-su                              |                      |
| 2004 | Windstruck                            | Hostage Taker                       | participação         |
| 2004 | S Diary                               | Jeong-seok                          |                      |
| 2005 | A Bold Family                         | Myung-gyu                           |                      |
| 2005 | All for Love                          | Park Sung-won                       |                      |
| 2005 | Shadowless Sword                      |                                     | participação         |
| 2006 | Vampire Cop Ricky                     | Na Do-yeol                          |                      |
| 2006 | Detective Mr. Gong                    |                                     | participação         |
| 2006 | A Cruel Attendance                    | Dong-cheol                          |                      |
| 2007 | Big Bang                              | Yang Chul-gon                       |                      |
| 2008 | Life Is Cool                          | Baek Il-kwon                        | animação rotoscópica |
| 2008 | Our School's E.T.                     | Chun Sung-geun                      |                      |
| 2009 | Five Senses of Eros                   | Bong Jan-woon                       |                      |
| 2009 | The Descendants of Hong Gil-dong      | Lee Jeong-min                       |                      |
| 2009 | Take Off                              | Loan Shark Boss                     |                      |
| 2010 | Attack the Gas Station 2              | Ha Re-yi                            | participação         |
| 2010 | Death Bell 2: Bloody Camp             | Professor Cha                       |                      |
| 2010 | The Quiz Show Scandal                 | Lee Do-yeob                         |                      |
| 2011 | Romantic Heaven                       | Song Min-gyu                        |                      |
| 2011 | Mr. Idol                              | Sa Hee-moon                         |                      |
| 2011 | My Way                                | Microphone Man                      | participação         |
| 2012 | I Am the King                         | Guerreiro Hwang-goo                 |                      |
| 2012 | Ghost Sweepers                        | Teacher Park                        |                      |
| 2013 | Top Star                              | Choi Kang-chul                      |                      |
| 2014 | Awaiting                              |                                     | curta metragem       |

### Televisão
| Ano  | Título                   | Papel                      | Emissora | Notas                      |
| ---- | ------------------------ | -------------------------- | -------- | -------------------------- |
| 2007 | Thank You                | Irmão do Dr. Oh            | MBC      | participação (Episódio 16) |
| 2008 | Fight                    |                            | tvN      | participação               |
| 2010 | Master of Study          | Kang Seok-ho               | KBS2     |                            |
| 2012 | A Gentleman's Dignity    | Im Tae-san                 | SBS      |                            |
| 2013 | My Love from the Star    | Lee Hyung-wook             | SBS      | participação (Episódio 5)  |
| 2015 | Reply 1988               | Proprietário do Snack Shop | tvN      | participação (Episódio 3)  |
| 2016 | Please Come Back, Mister | Han Gi-tak                 | SBS      |                            |
| 2018 | The Miracle We Met       | Padre da catedral          | KBS2     | participação               |

### Programas de variedades
| Data                   | Título                       | Emissora | Notas                            |
| ---------------------- | ---------------------------- | -------- | -------------------------------- |
| 15-7-2008 — 14-2-2010  | Family Outing                | SBS      | Membro regular                   |
| 30-5-2010 — 20-6-2010  | Hero's Challenge             | SBS Plus | Apresentador                     |
| 19-8-2010 — 16-9-2010  | Celebrities Goes to School   | Mnet     | Professor do MBLAQ               |
| 12-2-2011 — 26-2-2011  | Talent Sharing Project DREAM | tvN      |                                  |
| 19-8-2012 — 25-11-2012 | God of Victory               | MBC      | Apresentador                     |
| 28-11-2012 — presente  | My Queen                     | Story On | Co-apresentação com Kim Min-jong |
| 14-4-2013 - 18-1-2015  | Real Men                     | MBC      | Membro regular                   |
| 24-9-2013              | Dancing 9                    | Mnet     | Jurí                             |
| 5-6-2017 — presente    | Wizard of Nowhere            | MBC      | Membro regular                   |

## Teatro
| Ano       | Título                        | Papel       | Notas                |
| --------- | ----------------------------- | ----------- | -------------------- |
| 1994      | Baekma River in the Moonlight |             |                      |
| 1995      | Romeo and Juliet              |             |                      |
| 2009      | The Lower Depths              | Vaska Pepel |                      |
| 2010-2011 | Lee Gi-dong Gymnasium         |             | Também como produtor |
| 2013      | Europe Blog                   | Jong-il     |                      |
| 2014      | The Lower Depths              | O ator      | Também como produtor |
| 2015      | Taxi Driver                   |             |                      |

## Prêmios e indicações
| Ano  | Prêmio                   | Categoria                                            | Trabalho indicado     | Resultado |
| ---- | ------------------------ | ---------------------------------------------------- | --------------------- | --------- |
| 2001 | Blue Dragon Film Awards  | Melhor Ator Coadjuvante                              | Hi! Dharma!           | Indicado  |
| 2002 | Blue Dragon Film Awards  | Melhor Ator Coadjuvante                              | Volcano High          | Indicado  |
| 2004 | Grand Bell Awards        | Melhor Ator Coadjuvante                              | Dance with the Wind   | Indicado  |
| 2008 | SBS Entertainment Awards | Prêmio do PD                                         | Family Outing         | Venceu    |
| 2010 | Baeksang Arts Awards     | Melhor Ator (TV)                                     | Master of Study       | Indicado  |
| 2010 | Korea Drama Awards       | Melhor Ator                                          | Master of Study       | Indicado  |
| 2010 | KBS Drama Awards         | Prêmio de Excelência, Ator em Minisséries            | Master of Study       | Venceu    |
| 2012 | SBS Drama Awards         | Prêmio de Excelência, Ator em Drama de Fim de Semana | A Gentleman's Dignity | Venceu    |
| 2012 | MBC Entertainment Awards | Prêmio de Excelência em Programa de Variedade        | God of Victory        | Indicado  |
| 2013 | MBC Entertainment Awards | Prêmio Top Excelência                                | Real Men              | Venceu    |
| 2013 | MBC Entertainment Awards | Prêmio de Excelência em Programa de Variedade        | Real Men              | Indicado  |
| 2014 | MBC Entertainment Awards | Grande Prêmio (Daesang)                              | Real Men              | Indicado  |
| 2014 | MBC Entertainment Awards | Top Excelência em Programa de Variedade              | Real Men              | Indicado  |
| 2014 | MBC Entertainment Awards | Prêmio de Amizade                                    | Real Men              | Venceu    |